# Fylleån
De Fylleån is een rivier in het zuidwesten van Zweden die ongeveer 60 km lang is.  De rivier stroomt ten westen van Hunsberget (232 m boven zeeniveau) in Ljungby en stroomt noordwestwaarts richting het Femmenmeer (148 m boven zeeniveau) in Hylte. Vanuit het Femmenmeer gaat de route gestaag zuidwestwaarts, langs Kullhult, Bygget en Fröböke.
Vervolgens stroomt de Fylleån eerst door Gyltigesjön en Töddesjön om vervolgens in het lange, smalle meer Simlången (65 m boven zeeniveau) in Simlångsdalen uit te komen. Simlångsdalen is een smalle kloof in het dal met een rijke vegetatie en de gelijknamige nederzetting in dit dal. Vanuit Simlången gaat de Fylleån door naar het Brearedssjön, van waaruit de Fylleån steeds meer naar het westen afbuigt om uiteindelijk bij Fyllinge, een paar kilometer ten zuiden van Halmstad en de monding van de Nissan, uit te monden in de ontoegankelijke Laholmsbukten.
Langs de rivier liggen diverse natuurgebieden. In de gemeente Halmstad liggen de natuurgebieden Hagön, Brogård en Årnarp, en bij Simlången de natuurgebieden Veka (noordelijk), Veka (zuidelijk) en Bröda. Verder liggen in de gemeente Halmstad de natuurgebieden Gårdshult en Danska aan de rivier de Ässman (of Assman), die uitmondt in de Brearedssjön en zo een zijrivier van de Fylleån vormt.